# Рубен Косгеї
Рубен Косгеї (англ. Reuben Kosgei; нар. 2 серпня 1979) — кенійський легкоатлет, що спеціалізується на бігу з перешкодами, олімпійський чемпіон 2000 року, чемпіон світу.

## Кар'єра
| Рік               | Змагання                       | Місто             | Місце             | Дисципліна        | Примітки          |
| Представник Кенія | Представник Кенія              | Представник Кенія | Представник Кенія | Представник Кенія | Представник Кенія |
| ----------------- | ------------------------------ | ----------------- | ----------------- | ----------------- | ----------------- |
| 1998              | Чемпіонат Африки серед юніорів | Ібадан, Нігерія   | 1                 | стипльчез         | 8:40.40           |
| 1999              | Чемпіонат світу серед юніорів  | Ансі, Франція     | 1                 | стипльчез         | 8:23.76           |
| 2000              | Олімпійські ігри               | Сідней, Австралія | 1                 | стипльчез         | 8:21.43           |
| 2001              | Чемпіонат світу                | Едмонтон, Канада  | 1                 | стипльчез         | 8:15.16           |
| 2003              | Чемпіонат світу                | Париж, Франція    | —                 | стипльчез         | DNF               |